# Aeroporto di Bratsk

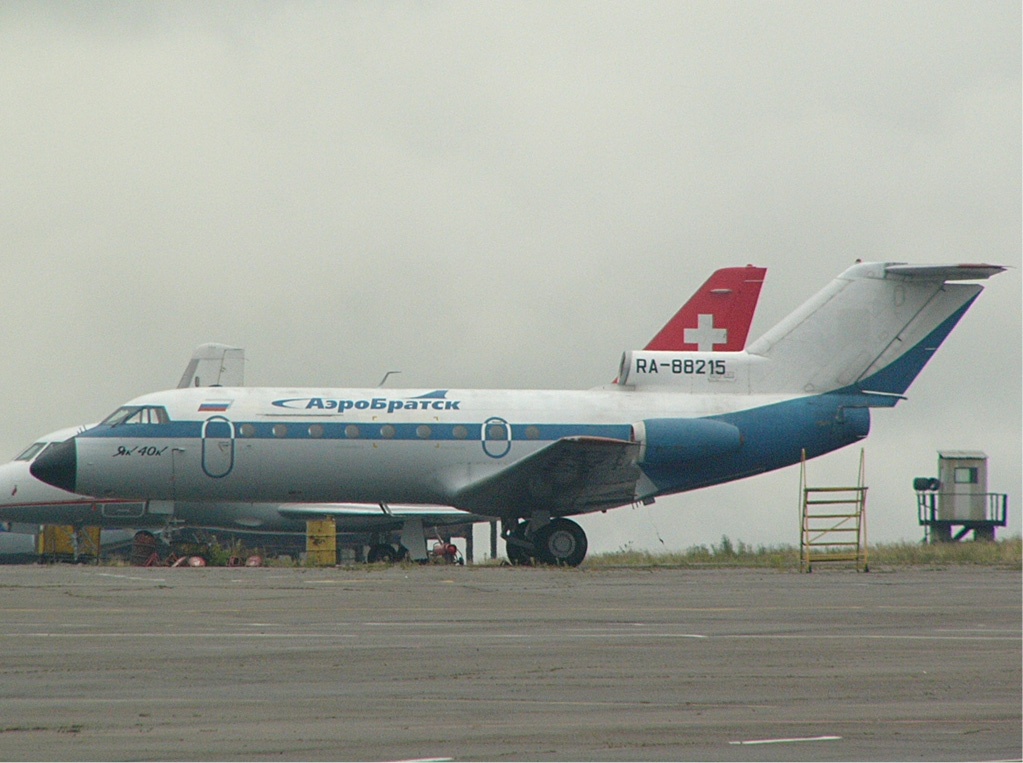
Yakovlev Yak-40 nella livrea della russa AeroBratsk.

L'aeroporto di Bratsk è un aeroporto situato a 10 km a nord di Bratsk, a nord-ovest dell'Oblast' di Irkutsk, in Russia.
L'aeroporto di Bratsk è stata la base tecnica della compagnia aerea russa AeroBratsk (in russo: АэроБратск).
L'aeroporto è utilizzato sia per il traffico commerciale, sia come base militare per gli aerei Mikoyan MiG-31 del 350º Reggimento Caccia dell'Aeronautica militare russa.

## Dati tecnici
L'aeroporto di Bratsk è attualmente dotato di una pista attiva di cemento armato di classe B di 3 160 m x 60 m.
La pista è dotata del sistema PAPI. L'aeroporto è aperto 24 ore al giorno ed è stato attrezzato per l'atterraggio/decollo e la manutenzione di tutti i tipi degli elicotteri e degli aerei: Antonov An-2, Antonov An-12, Antonov An-24, Antonov An-26, Antonov An-30, Antonov An-72, Antonov An-74, Antonov An-124, Let L-410, Ilyushin Il-62M, Ilyushin Il-76, Ilyushin Il-86, Ilyushin Il-96-300/-400, Tupolev Tu-134, Tupolev Tu-154B-2/M, Tupolev Tu-204, Yakovlev Yak-40, Yakovlev Yak-42, Airbus A310, Airbus A319, Airbus A320, Boeing 737, Boeing 747, Boeing 757.

## Scalo d'emergenza ETOPS
L'aeroporto di Bratsk uno scalo d'emergenza (in inglese: Diversion airport), per gli aerei di lungo raggio con due motori (in inglese: Twinjet) (Airbus A300, Airbus A310, Airbus A330, Boeing 757, Boeing 767, Boeing 777, Gulfstream V G500/G550, Gulfstream IV G350/G450) che compiono le rotte transcontinentali transpolari № 3 e № 4 dall'Asia (Hong Kong, Nuova Delhi) per America del Nord (New York, Vancouver). Secondo la regola ETOPS in ogni momento del volo di un aereo bimotore nel raggio di 180-207 minuti devono essere gli aeroporti d'emergenza, gli aeroporti russi di Bratsk, Chatanga, Noril'sk, Pevek, Poljarnyj, Irkutsk, Jakutsk, Mirnyj, Salechard, Tiksi, Čul'man fanno parte degli aeroporti d'emergenza per soddisfare i requisiti ETOPS.

## Collegamenti con Bratsk
L'aeroporto si trova a 10 km a nord di Bratsk ed è raggiungibile solo in taxi. Fino al 1992 erano operative quattro linee cittadine: dal Distretto Centrale, Padun, Gidrostroitel e Vikhorevka (linee 101, 103, 110, 110a). Successivamente, dal 1993 al 2017 non vi era alcun servizio di trasporto pubblico che collegasse la città con il Terminal Passeggeri dell'aeroporto.
Dal 2017 la comunicazione con la città è assicurata dalla fermata "Aeroporto-Turn", situato a tre chilometri dall'aeroporto, e da autobus interurbani "Ust-Ilimsk - Bratsk" quattro volte al giorno.

## Incidenti
- Il 4 maggio 1972, durante l'avvicinamento per l'atterraggio in condizioni meteorologiche difficili, uno Yak-40 si schiantò a 1,5 km dalla pista. Perirono nell'impatto tutti e 18 i passeggeri.[6]
- Il 19 giugno 1992, durante una azione di rifornimento a terra del volo 2889 Vladivostok-Ekaterinburg, si sviluppò un incendio che causò la morte dell'autista dell'autocisterna. Gli aerei coinvolti, due Tupolev Tu-154, una della compagnia aerea russa Ural Airlines e l'altro della Samara Airlines, vennero gravemente danneggiati, ma nessuno degli occupanti rimase coinvolto nell'incidente.[7][8]